# Ponte Testaccio
Ponte Testaccio è un ponte che collega largo Giovanni Battista Marzi al lungotevere Portuense, a Roma, nel rione Testaccio e nel quartiere Portuense.

## Descrizione
Iniziato nel 1938 su progetto dell'architetto Bastianelli e dell'ingegner Cesare Pascoletti, doveva collegare il proseguimento di viale Aventino con la stazione di Trastevere attraverso la demolizione del Mattatoio, con il nome di ponte d'Africa. Fu inaugurato nel 1948. Ha un'unica arcata per una lunghezza complessiva di 122 m e quattro bassorilievi in travertino alle testate.

## Trasporti
|  | È raggiungibile dalla stazione di Roma Trastevere. |